# Municipalità di Ādaži
La municipalità di Ādaži (in lettone Ādažu novads) è una delle trentasei municipalità della Lettonia. È situata a 25 km dalla capitale Riga e comprende le parrocchie di Ādaži e Carnikava oltre la città capoluogo di Ādaži.
I nuovi confini della municipalità sono stati stabiliti con la riforma amministrativa del 2021 che ha accorpato i due comuni di Ādaži e Carnikava.

## Centri abitati
I centri abitati del comune sono:
- Ādaži
- Parrocchia di Ādaži (11): Alderi , Āni , Atari , Baltezers , Birznieki , Divezeri , Eimuri , Garkalne , Kadaga , Staprini , Iċkene
- Parrocchia di Carnikava (11): Carnikava, Eimuri , Garciems , Garupe , Gauja , Kalngale , Laveri , Lilaste , Mežciems , Mežgarciems , Siguili